# Cape Scott Provincial Park
Der Cape Scott Provincial Park ist ein über 220 km² großer Provincial Park in der kanadischen Provinz British Columbia. Er liegt etwa 60 Kilometer nordwestlich von Port Hardy an der Nordwestspitze der Insel Vancouver Island im Inselteil des Regional District of Mount Waddington.

## Anlage
Der Park ist eine Wildnisregion und erstreckt sich über die nordwestliche Spitze der Insel Vancouver Island. Er schützt über 115 km der rauen und zerklüfteten Küste zum Pazifischen Ozean von der Nissen Bay im Norden bis zur San Josef Bay im Süden. felsige Vorgebirge und schroffe Landzungen wechseln sich mit Buchten mit insgesamt 30 km Sandstränden ab. Der größte Strand ist der 2500 m lange und 200 m breite Strand von Nels Bight, weitere Strände sind der 1500 m lange Strand von Nissen Bight, die San Josef Bay, Guise Bay, Experiment Bight und Lowrie Bay. Im Nordwesten liegt die tief eingeschnittene Hansen Lagoon. Die höchste Erhebung im Park ist der 422 m hohe Mount St. Patrick über der San Josef Bay. Durch den Park fließen zahlreiche Bäche und kleinere Flüsse wie der San Josef River und der Fisherman River. Größter See im Parkgebiet ist der 44 Hektar große Eric Lake im südöstlichen Parkteil.
Das Klima im Park ist maritim geprägt, sehr rau und regnerisch. Das Kap ist häufig sturmumtost, im Park fallen zwischen 3750 und über 5000 mm jährlicher Niederschlag.
Bei dem Park handelt es sich um ein Schutzgebiet der Kategorie II (Nationalpark).

## Geschichte
Drei Indianer Stämme – Tlatlasikwala, Nakumgilisala und Yutlinuk – teilten sich die Region am Cape Scott vor dem Beginn der weißen Besiedlung. Der Stamm der Yutlinuk starb zu Beginn des 19. Jahrhunderts aus, die Nakumgilisala und Tlatasikwala verschmolzen um 1850 und zogen nach Hope Island, wo sie bis 1954 lebten. In diesem Jahr vereinigten sich die dort noch lebenden 32 Indianer mit dem Stamm der Koskimo und zogen südlich zum Quatsino Sound. Heute werden die Indianer als Nahwitti bezeichnet, denen sechs Reservationen, darunter drei im Parkgebiet, gehören.
Cape Scott wurde 1786 von einer aus zwei Schiffen bestehenden Handelsexpedition unter Führung von James Strange nach ihrem Geldgeber David Scott, einem Kaufmann aus Bombay, benannt. Nach den beiden Schiffen, Experiment und Captain Cook, sowie den beiden Kapitänen Guise und Lowrie wurden mehrere Buchten benannt. Ab 1897 versuchten dänische Einwanderer, eine Siedlung bei Cape Scott zu errichten. Die meisten von ihnen kamen aus den nördlichen Präriestaaten der USA, sie hofften, dass sie eine dänische Siedlung an der Hansen Lagoon und an der Fisherman Bay errichten konnten. Die Siedlung war nur schwer erreichbar, eine Straße nach Holberg, der nächstgelegenen Siedlung, wurde nie gebaut, so dass die Siedler ihre Fleisch- und Molkereiprodukte nicht vermarkten könnten. Die Siedler versuchten, von Fischfang und Pelzjagd zu leben, doch 1907 gaben sie auf und verließen die Siedlung. An die dänische Siedlung erinnern nur wenige Gebäudereste sowie die Namen wie Nels Bight, Hansen Lagoon und Frederiksen Point.
Um 1909 lebten nur noch weniger als 60 Einwohner zwischen Cape Scott und Holberg. 1913 begann eine zweite Einwanderungswelle mit Siedlern aus dem Staat Washington, den kanadischen Prärieprovinzen und aus Europa. Viele der Siedler benutzten die verlassenen Häuser der dänischen Siedler, andere siedelten an der Fisherman Bay und an der San Josef Bay. Zeitweilig lebten fast 1000 Einwohner am Cape Scott, doch das raue Klima und schließlich Einberufungen zur Armee ab 1917 führten zum Ende der Kolonie, so dass Cape Scott in den 1920er Jahren wieder menschenleer war.
Während des Zweiten Weltkriegs wurde eine kleine Radarstation bei Cape Scott erbaut, die bis 1945 in Betrieb blieb. 1960 wurde auf dem Gelände der Radaranlage ein Leuchtturm erbaut. Der heutige Leuchtturm besteht aus einer 1981 errichteten Metallkonstruktion. Das Gelände gehört der kanadischen Coast Guard und ist nicht öffentlich zugänglich.
Der Provincial Park wurde 1973 gegründet. Am 12. Juli 1995 wurde der Park um den 6750 Hektar großen Nahwitti-Shushartie Küstenabschnitt erweitert, einem schmalen Landstreifen entlang der Nordküste von Vancouver Island.

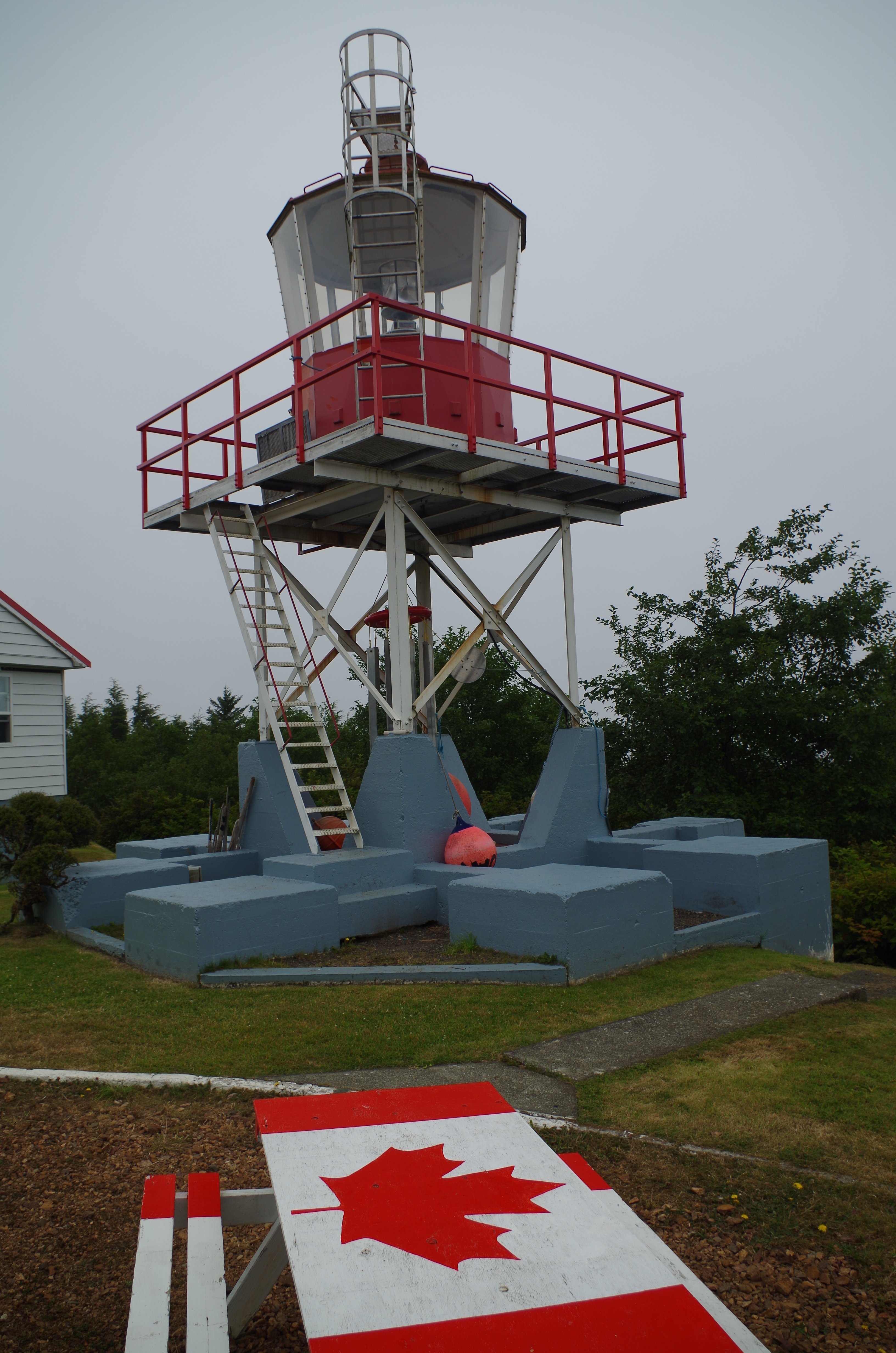
Leuchtturm am Cape Scott

## Flora und Fauna
Innerhalb des Ökosystems von British Columbia wird die Gegend der Very wet hypermaritime Subzone innerhalb der Coastal Western Hemlock Zone zugeordnet.
Das Parkgebiet ist mit einem noch teilweise als Urwald erhaltenen Regenwald aus Riesenlebensbäumen und Nootka-Scheinzypressen, Küsten-Kiefern und Westamerikanischen Hemlocktannen sowie einem dichten Unterwuchs aus Shallon-Scheinbeeren, Prachthimbeeren, immergrünen Heidelbeeren und Farnen bewachsen. An der Küste dominieren Bestände aus alten Sitka-Fichten, als größter Baum gilt eine nördlich des Zeltplatzes am Eric Lake gelegene Sitka-Fichte mit sieben Meter Umfang.
Die Hansen Lagoon, ein tief ins Land eingeschnittener Meeresarm, ist ein bedeutender Rastplatz für Kanadagänse, Gänsesäger, Trompeterschwäne und andere Wasservögel auf ihrem Vogelzug. Im Park leben Biber, Wapitis, Maultierhirsche, Schwarzbären, Pumas und Wölfe, an der Küste leben Seehunde, Seelöwen, Seeotter und Nerze und im Meer kommen Delfine, Grau- und Schwertwale vor. In den Flüssen und Bächen leben Regenbogen- und Cutthroatforellen, von Juni bis September sind die Gewässer das Ziel der Wanderungen von Königs-, Rot-, Buckel- und Silberlachsen.

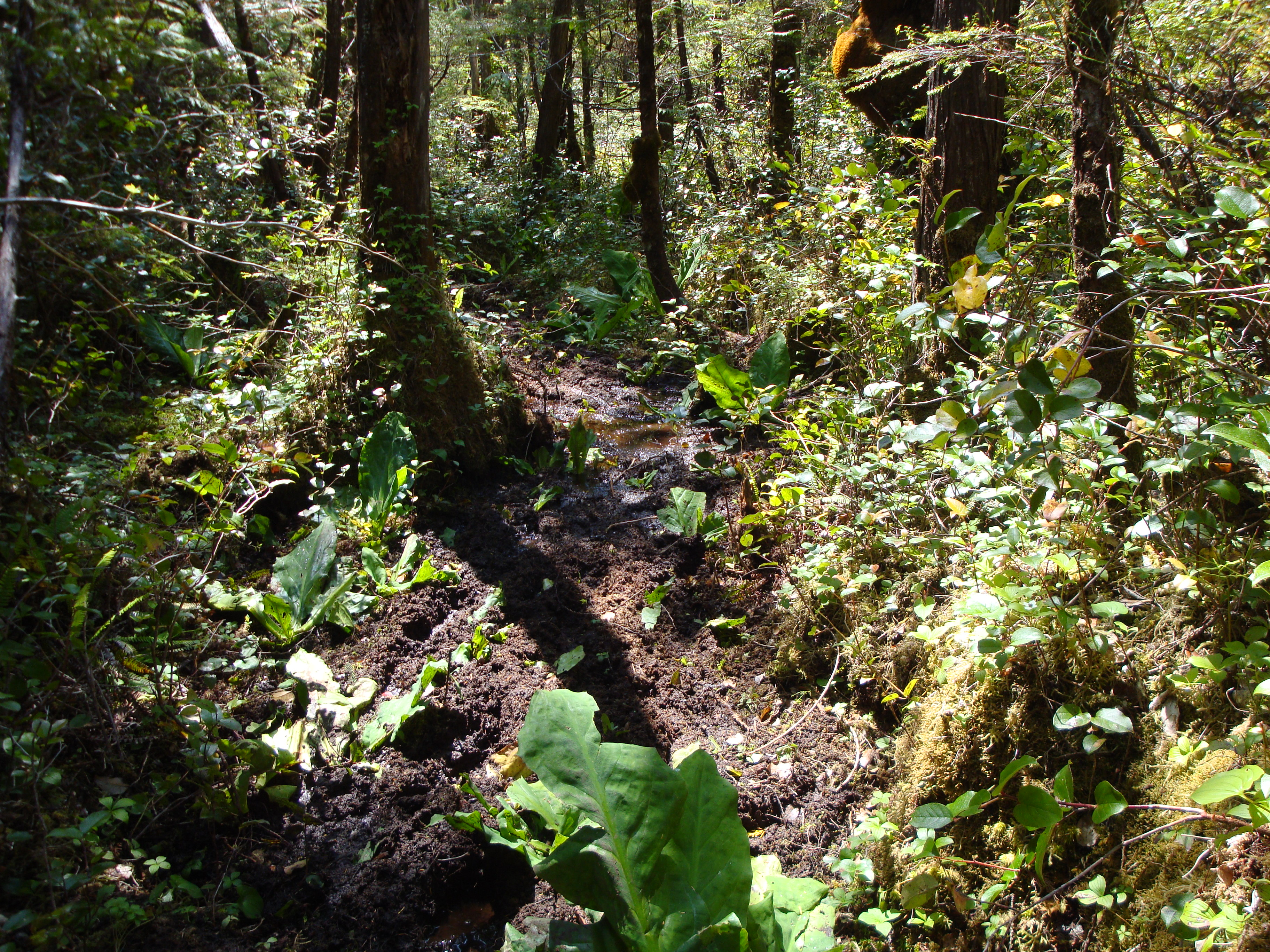
Schlammiger Abschnitt des North Coast Trail

## Aktivitäten
Der ganzjährig zugängliche Park ist ein Wildnisgebiet mit fast keinen touristischen Anlagen. Mit dem Auto ist der Park nur über eine 60 km lange unbefestigte Forststraße von Port Hardy aus erreichbar. Vom Parkplatz am Ende der Straße aus führen elf verschiedene Trecking-Wege durch den Park, darunter der 23 km lange Cape Scott Trail. Abzweigend vom Cape Scott Trail verläuft seit Mai 2008 der 43 km lange North Coast Trail von der Nissen Bay bis zur Shushartie Bay entlang der Nordküste von Vancouver Island. Zusammen mit dem Abschnitt des Cape Scott Trail ist der Wildniswanderweg 59 km lang und kann von erfahrenen Outdoorwanderen in etwa fünf bis acht Tages in einer Richtung bewältigt werden. Von der Shushartie Bay führen allerdings keine Straßen oder Wege zurück, so dass die Wanderer entweder den gleichen Weg zurückgehen oder sich per Helikopter oder Wassertaxi abholen lassen müssen.
Zelten innerhalb des Parks ist auf primitiven Zeltplätzen oder an den Stränden erlaubt und von Mai bis September gebührenpflichtig. Etwas außerhalb der Parkgrenze gibt es zwei einfache Zeltplätze. Mit entsprechenden Lizenzen ist auch Angeln und teilweise auch Jagd im Park erlaubt.
Wegen seiner Abgelegenheit, des rauen, regenreichen Klimas und der fehlenden touristischen Anlagen wird der Besuch des Parks nur für entsprechend ausgestattete und Outdoor-erfahrene Besucher empfohlen. Die Parkverwaltung schätzte 2003 die Zahl der jährlichen Besucher auf etwa 6500. Mit der Anlage des North Coast Trail, der als natürlicher und extremer als der West Coast Trail gilt, soll die Zahl der Besucher gesteigert werden.